# THEMIS
『THEMIS』（月刊テーミス）は、株式会社テーミスが発行する総合雑誌。毎月1日発行で、定期購読制を採っている。2017年11月号で創刊25周年を迎えた。

## 概要
誌名は、ギリシア神話に登場する正義と公平の女神・テミスに由来する。「権威や権力と闘う新オピニオン誌」を謳っている。
誌面は、政治、経済、社会、生活＆文化、国際の5分野に加え、連載エッセイなどで構成。大新聞やテレビがタブーとして報道しない人物や組織などの内幕に斬り込むことがモットーで、たんに事実を羅列するだけでなく背景に目配りして本質に迫ることに重点を置いている。記事は連載を除いて、原則的に無署名である。

## 沿革
講談社で『月刊現代』編集長、『週刊現代』編集長、『フライデー』創刊編集長などを歴任した伊藤寿男が1988年に独立し、株式会社テーミスを創業。1989年から1991年にかけて同社が編集し、学習研究社より『週刊テーミス』を発行していた。1992年から同社が直接発行する『THEMIS』（月刊テーミス）として再刊し、現在に至る。
出版取次を通さず、半年もしくは1年間の定期購読制の月刊誌というスタイルを続けているが、東京と大阪のごく一部の書店では市販されている。

## 主な署名入り連載記事
- 寸鉄録（大澤正道）
- ワシントンレポート（古森義久）
- 自衛隊密着ルポ（桜林美佐）
- 楽天家の人生発見（高橋三千綱）
- 裸の霞が関官僚（高橋洋一）
- 日本警世（高山正之）
- 中小企業応援団（橋本久義）
- 政官パトロール（横田由美子）